# Сребрна столица
Сребрна столица (енгл. The Silver Chair) је дечији роман научне фантастике енглеског писца К. С. Луиса из 1953. године и четврти роман од укупно седам у серијалу Летописи Нарније, а шести роман од кад су издавачи 1980. године књиге поређали по хронолошком реду. 
Радња романа је смештена неколико деценија после путовања Намерника зоре, али такође мање од годину дана по земаљском времену. Краљ Каспијан је остарео, а његов једини наследник принц Рилијан је нестао. Тад Аслан шаље двоје деце из енглеске опет у Нарнију, Јустаса Скраба и његову другарицу из разреда са којом заједно борави у ужасном интернату, Џил Пол.
Сребрна столица је посвећена Николасу Хардију, сину његовог великог пријатеља Колина Хардија, члану клуба књижевника Инклингс.

## Радња
Јустас и његова нова пријатељица Џил бораве у ужасном интернату где су услови живота јадни, а Џил је поред свега тога и на мети насилника из интерната. Јустас и Џил очајнички желе да побегну одатле, а Јустас препричава другарици своје авантуре у Нарнији са принцем Каспијаном. Једног дана док су их јурили насилници они отварају једна врата у намери да се сакрију и налазе се у Аслановој земљи, на великој литици. Џил се превише приближава литици, а Јустас покушава да је повуче назад и он пада преко литице. Тад га Аслан спашава кад пошаље олују која га носи до Нарније. Тад се Аслан обрати Џил и каже јој да имају задатак и даје јој четири знака, смернице којима ће он да их води како би пронашли несталог принца Рилијана, које је морала да запамти а онда и њу пребацује у Нарнију. Јустас дочекује Џил испред великог замка и они случајно примећују како старији, слабашан човек испловљава са обале бродом, за кога касније сазнају на Јустасову велику жалост да је то био краљ Каспијан који је опет кренуо да обиђе исте земље које су заједно обишли много година раније, али доста становника верује да је кренуо на крај света да би нашао Аслана како би га питао ко ће бити следећи краљ. Пропустивши да се поздраве са њим пропустили су и први знак, смерницу коју су добили у инструкцијама од Аслана. Тад упознају сову Глимфедера који их наредног дана позива у парламент сова. Тог дана их патуљак лорд регент, сад већ веома остарео и глув смешта у Паравел замак, али му они на препоруку сове не откривају задатак који су добили. Сутра су посетили парламент сова које им објашњавају да је принц Рилијан нестао деценију пре тога кад је кренуо у потрагу за великом зеленом змијом која је убила његову мајку. Сова их потом пребацује на северне ободе Нарније, у мочварно подручје где упознају свог суморног и тврдоглавог водича Пудлгама који ту живи. 
Сво троје потом путују на север у земљу дивова где путују данима и наилазе на камени мост који прелазе и ту упознају лепу жену у лепршавој зеленој хаљини која је у пратњи витеза у црном оклопу који није уопште проговарао. Она изгладнеле и уморне путнике саветује да посете замак Харфанг који се налази у близини и где живе како она каже пријатељски настројени дивови који би сигурно желели да их угосте. Пудлгам мисли да је одлазак тамо лоша идеја, али га они не послушају и свеједно сви крећу ка замку. Проласком кроз чудни понор током снежне мећаве стижу у замак за који им је рекла девојка у зеленом, али тад откривају да дивови ипак нису тако пријатељски настројени и да планирају да их поједу. Џил у кухињи открива велику књигу, кувар где се налазе рецепти која је отворена на страни човек, а убрзо налази и на рецепт за маршвигла, људе из мочваре као што је Пудлгам. Тад одлучују да побегну. Током планирања бега се налазе у високој кули одакле кроз прозор виде у долини разрушени град кроз који су прошли током снежне мећаве и тако промашили други Асланов знак. Тад примећују исписане речи испод мене на путу, што представља трећи знак. Они се провлаче кроз узани пролаз и улазе у пећину испод града, кроз коју пролазе у мрклом мрају и низ стрму падину падају у Подземље. 
Тамо их налази војска гномова која их води кроз пећине до Мрачног замка Зелене госпе, краљице Подземља. После дугог путовања долазе до последње етапе, преласка бродом преко мрачног подземног мора после код напокон стигу до Мрачног замка. Речено им је и да многи путници прођу море, али се мало њих више врати у земље обасјане сунцем. Краљица Подземља је одсутна, али их дочекује племић, њен штићеник који им каже да су се већ упознали и да је он витез у црном оклопу кога су срели. Објашњава им да због чаролије пати од ноћних психотичних епизода и да полуди ноћу и постаје насилан и да га је Зелена госпа спасила тако што је свек ноћи по њеном наређењу везан за сребрну столицу. Убрзо након тога долазе гномови и везују га за столицу и кажу им да мора да остане везан шта год да им каже или ће их побити ако га ослободе. Након тога витез полуди и почиње да им прети како ће их убити, али њевого лудило више изгледа као очај да побегне из зачараног затвора него право лудило. Тад их он моли да га ослободе у име Аслана, речи које они препознају као четврти Асланов знак. Они из страха оклевају да га ослободе, али се исто тако плаше да не пропусте и тај знак и ослобађају га. Он тад узима мач и уништи сребрну столицу. Након тога им се представио као принц Рилијан од Нарније и рекао им да га Зелена госпа држи заробљеног као део свог плана за освајање Нарније. 
Кад се краљица вратила у замак узела је мало зеленог праха који је бацила у ватру и који је имао очаравајући мирис и почиње да свира на жичаном инструменту. Тад Пудлгам препознаје чаролију и да краљица покушава да их зачара како би заборавили ко су и успева да разбије њену чаролију. Тад се вештица наљути и претвара се у велику зелену змију која их напада, али се они одбране и Рилијан је убија уз помоћ Јустаса и Пудлгама.
Кад су је убили ослободили су и гноме од утицаја чаролије који са радошћу одлазе још дубље у земљу, у своју земљу звану Бизм.. А путници настављају тунелима даље ка површини. Тад налазе тунеле које је краљица копала да би освојила земљу Нарнију и излазе близу замка Паравел. Они се враћају у замак убрзо након Каспијановог повратка. Тад се Каспијан уједињује са својим давно изгубљеним сином и умире неколико тренутака касније пошто да благослов Рилијану као следећем краљу Нарније. Тад се појављује Аслан који честита Јудасу и Џил на обављеном задатку. Након тога Аслан опет ствара олују која их преноси до литице где су ушли у његов свет, а тело краља Каспијана се појављује у реци. Тад Аслан каже Јудасу да узме трн и убоде га у шапу, након чега Асланова крв тече преко мртвог краља, која га оживљава и враћа у младост. Аслан тад обећава Јустасу и Џил да ће иако сад морају да се врате у свој свет једног дана доћи опет у Нарнију и да ће моћи да остану. 
Тад дозвољава Каспијану да отпрати Јустаса и Џил назад у њихов свет и заплаши и отера насилнике пре него што се врати назад. 
У Нарнији Рилијан сахрањује и оплакује свог оца, а краљевство остаје под његовом владавином и просперитетом доста година, иако Пудлгам истиче да ведра јутра доносе влажна поподнева и да се не може очекивати да добра времена вечно трају.